# Sebjak
Sebastian Jakobsson, plus connu sous le pseudo Sebjak est un disc-jockey et producteur suédois, originaire de Stockholm.
Actif depuis 2009, il est essentiellement connu pour ses productions de type progressif, en solo ou avec des artistes comme Marcus Schossow et AN21.
GODS, Everything (avec AN21) et Liceu (avec Marcus Schossow) sont ses principaux singles, respectivement sortis en 2014, 2013, et février 2015. Tous ont été publiés sur le label de Steve Angello, Size Records.

## Discographie[4]

### Singles
- 2010 : Bigger [Dex In The City Recordings]
- 2010 : Pump Up The Volume [Sondos]
- 2010 : Shock [The Mansion Recordings]
- 2011 : Your Body [Cr2 Records]
- 2011 : Analog Stockholm [Joia Records]
- 2013 : Liceu (avec Marcus Schossow) [Size Records]
- 2013 : Kemi (avec Marcus Schossow) [Spinnin Records]
- 2013 : Let's Go (avec Mike Hawkins) [Ultra]
- 2013 : Feel You [Ultra]
- 2014 : Raveline (avec David Tort) [Ultra]
- 2014 : We Are [Ultra]
- 2014 : GODS (avec S-A et AN21) [Size Records]
- 2014 : Into the Wild (avec Jaz von D) [Ultra]
- 2014 : Fire Higher (avec Matt Nash) [Ultra Records]
- 2015 : Everything (avec AN21) [Size Records]
- 2016 : Control [Doorn Records]
- 2017 : Moog [Bibliotheque Records]
- 2017 : My Love [Bibliotheque Records]
- 2017 : Smoke (avec Will K) [Fonk Recordings]
- 2017 : Vie [Bibliotheque Records]
- 2017 : Kumasi (avec Will K) [NoFace Records]
- 2017 : Plommon [Bibliotheque Records]
- 2017 : To Have And To Hold (avec Taped) [Bibliotheque Records]
- 2017 : Yeah [Bibliotheque Records]
- 2017 : Last Summer (avec Bedmar & Adrien Rux) [Bibliotheque Records]
- 2018 : Look At Me (avec Superwalkers) [Bibliotheque Records]
- 2018 : Soleil (avec David Pietras) [Release Records]
- 2018 : I Need A Friend (avec Matt Nash) [Spinnin' Deep]
- 2018 : 1989 (avec Superwalkers) [Bibliotheque Records]

### Remixes
- 2009 : Juan Kidd, Mr. Pedros - Bang The Drum (AN21 & Sebjak Remix) [Size Records]
- 2009 : Ozgur Can - Neon Sky (Sebjak Remix) [My Disco Preset]
- 2010 : Sultan & Ned Shepard, Dirty Vegas - Crimson Sun (Sebjak Remix) [Harem Records]
- 2010 : Darwin & Backwall - Lose My Mind (Sebjak Remix) [We Play]
- 2010 : Richard Grey - Bang (Sebjak Mix) [Subliminal Records]
- 2010 : Moguai - We Want Your Soul (Sebjak Remix) [Size Records]
- 2011 : Mehrbod, Darren Correa - Over You (Sebjak Mix) [Camel Rider Music]
- 2011 : Cicada - Fast Cars (Sebjak Remix) [Critical Mass Recordings]
- 2011 : Jus Jack - Feel The Love (Sebjak Mix) [Moda Records]
- 2011 : Flo Rida - Turn Around (5,4,3,2,1) (Sebjak Remix) [Poe Boy/Atlantic]
- 2011 : Sharam - Fun (Sebjak Remix) [Yoshitoshi Recordings]
- 2011 : Danny Dove, Ben Preston - Falling feat. Susie Ledge (Sebjak Remix) [Ego]
- 2012 : Shena, Andrew Bennett - Alright (Sebjak Remix) [Zouk Recordings]
- 2012 : Full Intention, Haze - Signification (Sebjak Remix) [Strictly Rhythm]
- 2012 : Style Of Eye, Magnus the Magnus - Antidote (Sebjak Remix) [Horehaus]
- 2012 : Laidback Luke, Arno Cost, Norman Doray - Trilogy (Sebjak Remix) [Mixmash Records]
- 2013 : Carl Louis, Martin Danielle, CLMD - Falling Like Angels (Sebjak's Rave Remix) [Columbia (Sony)]
- 2013 : Amba Shepherd, Tom Swoon - Not Too Late (Sebjak Remix) [Ultra]
- 2013 : Tritonal, Underdown - Bullet That Saved Me (Sebjak's Rave Remix) [Enhanced]
- 2014 : Max Elto - Shadow Of The Sun (Sebjak & Tony Senghore Remix) [Big Beat]